# Všechovice (Přerov)
Všechovice é uma comuna checa localizada na região de Olomouc, distrito de Přerov.